# بازار سردار
بازار سردار یکی از بازارهای کرمان است. این بازار در واقع از سه راسته بازار متقاطع است که با دو راسته اصلی به بازار اختیاری متصل می‌شود. سرای سردار نیز در میان این سه راسته بازار قرار گرفته‌است. مغازه‌های این بازار اغلب پارچه‌فروشی و لباس‌فروشی هستند.

## معماری
بازار سردار را باید دایرةالمعارف کاشی‌کاری معقلی دانست، زیرا بروی هریک از گنبدهای این بازار طرحی متفاوت با دیگری گنبدها اجرا شده‌است و تمامی این گنبدها مزین به کاربندی هستند.

## گالری تصاویر

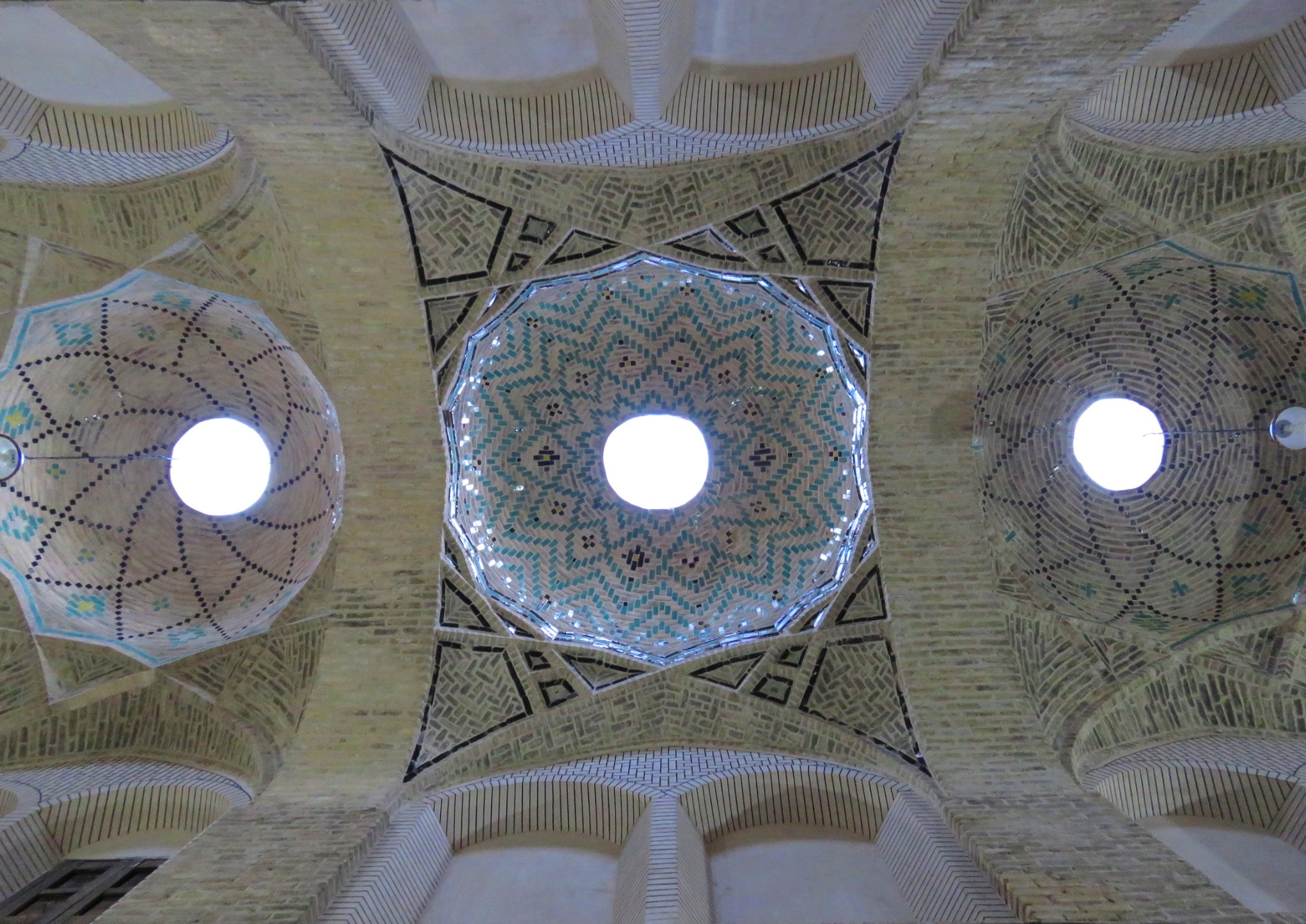
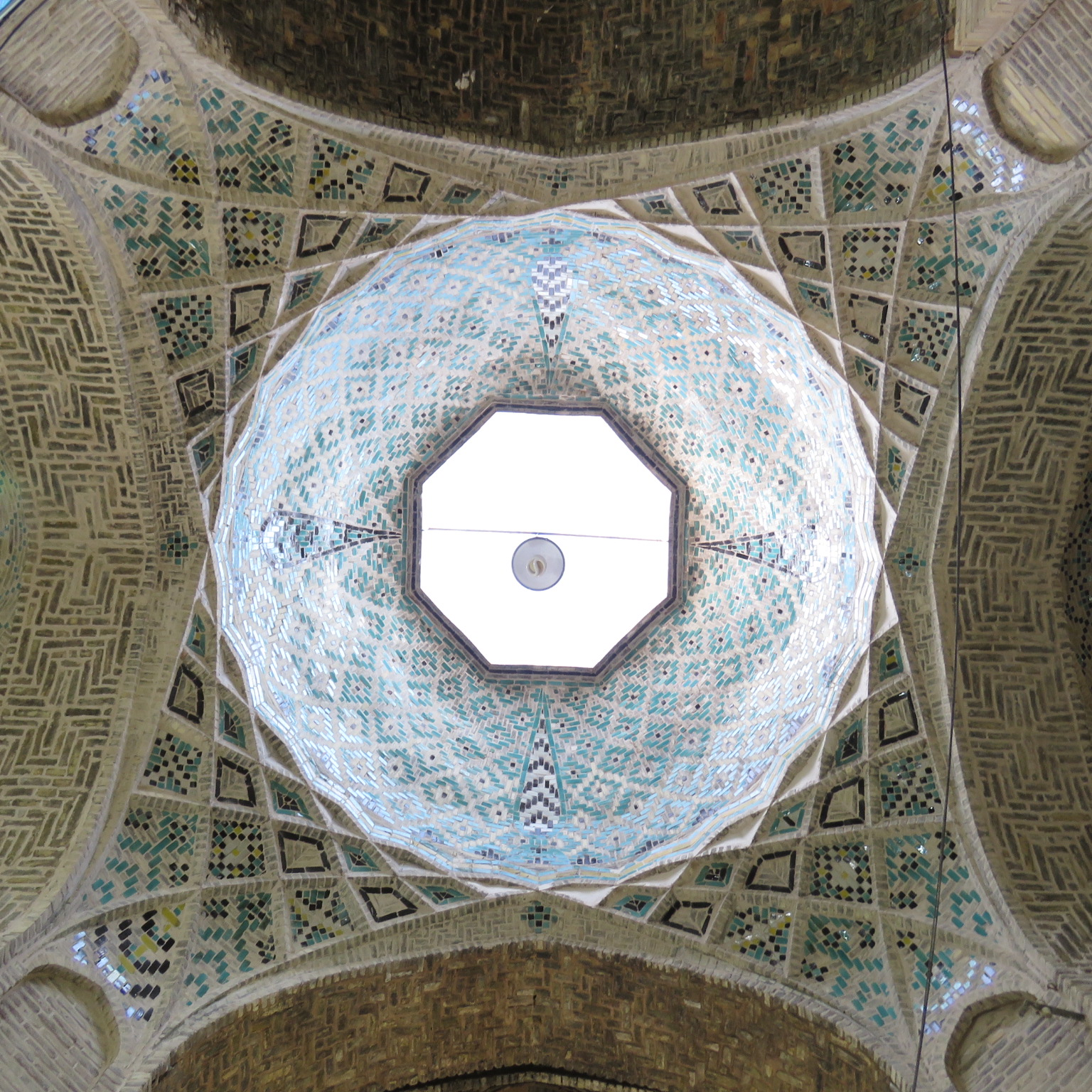
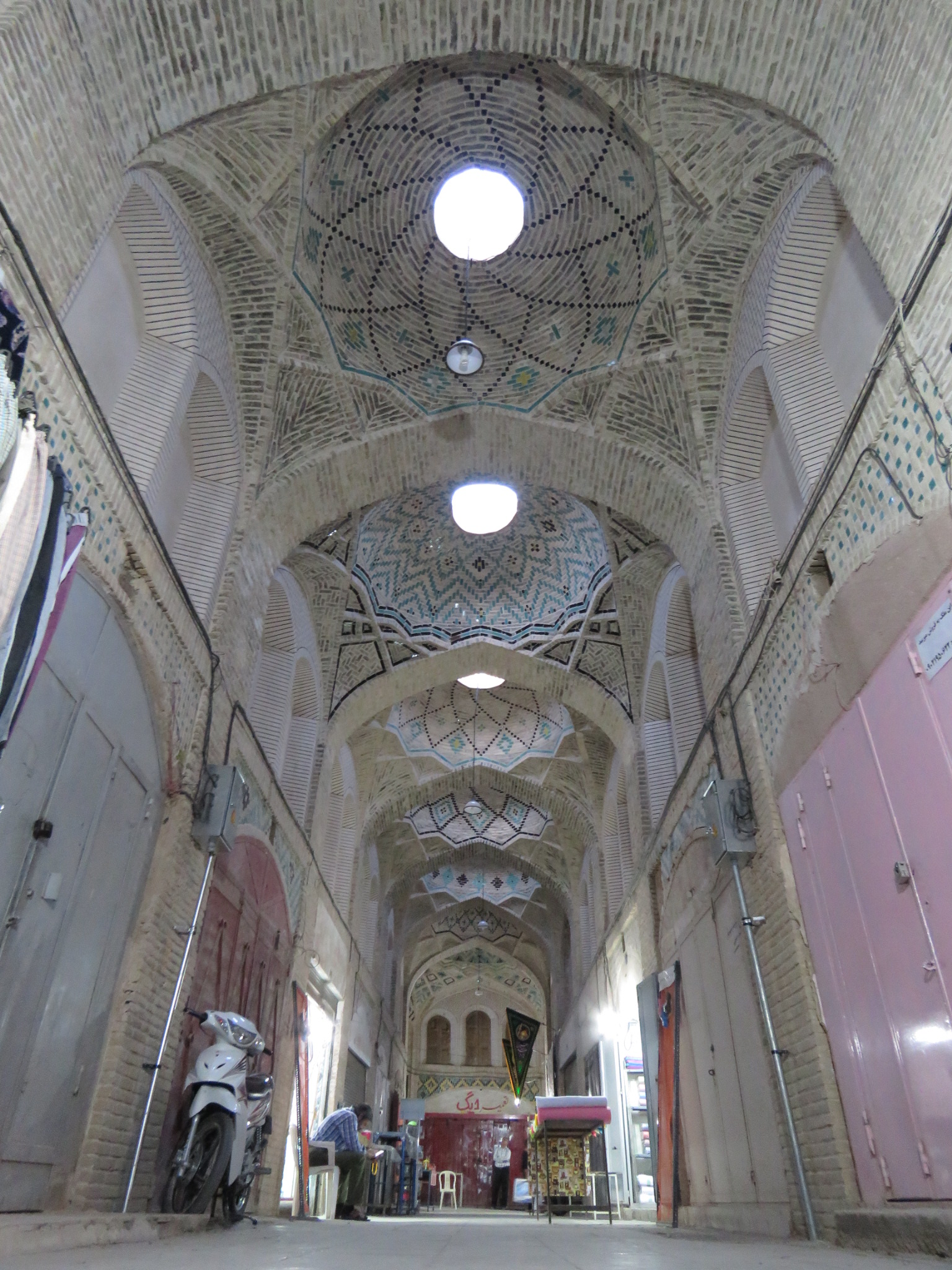
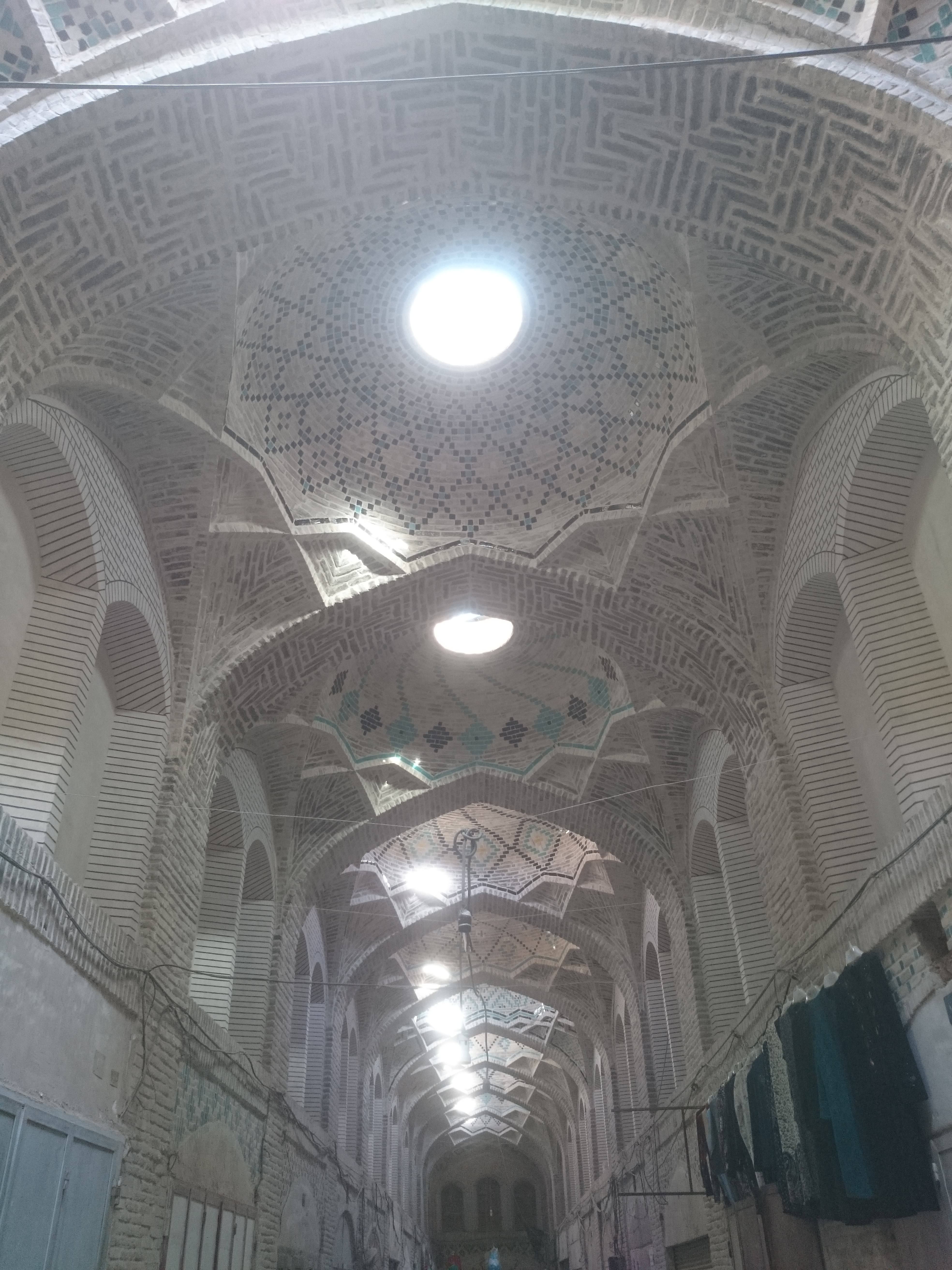
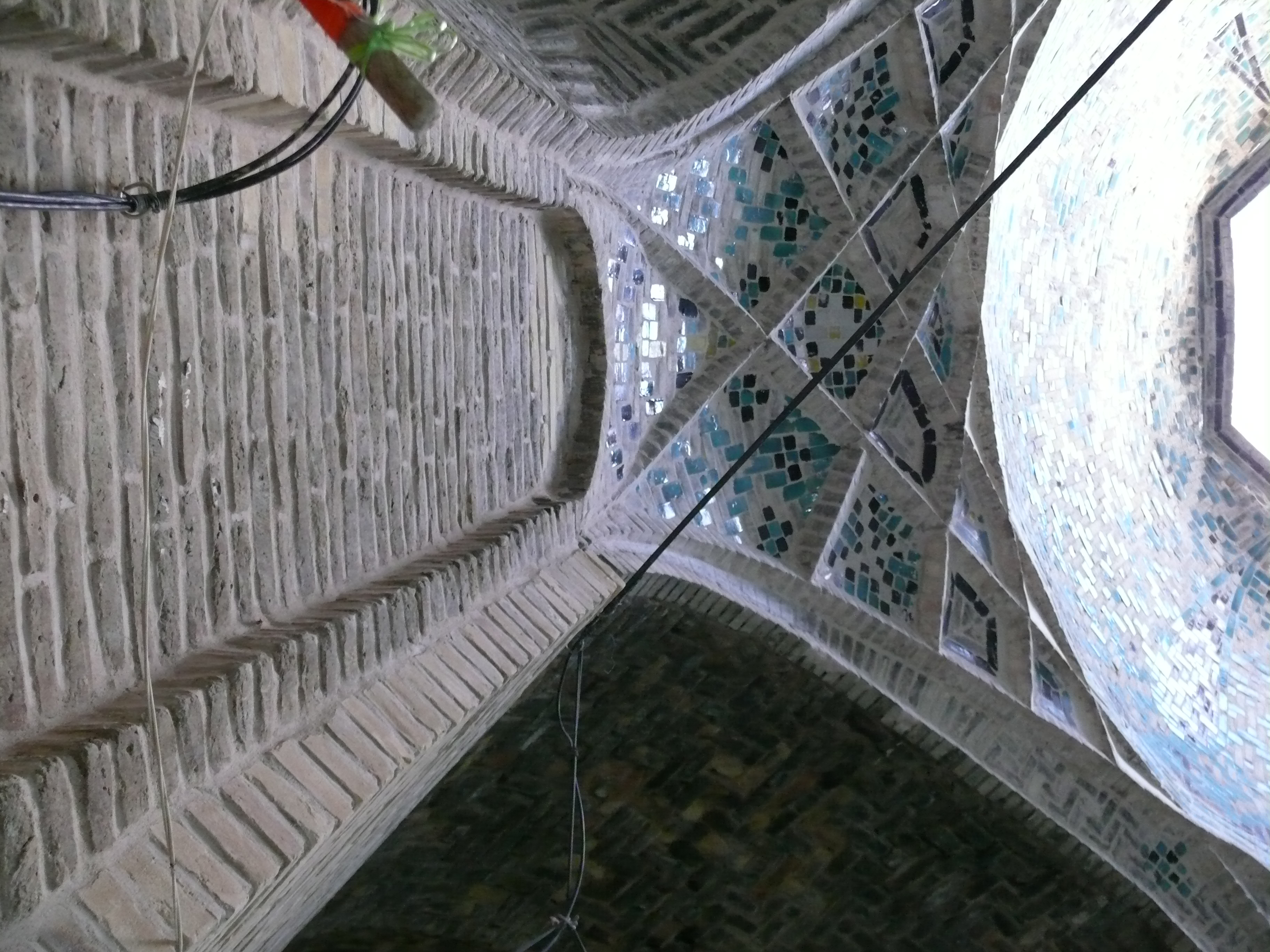
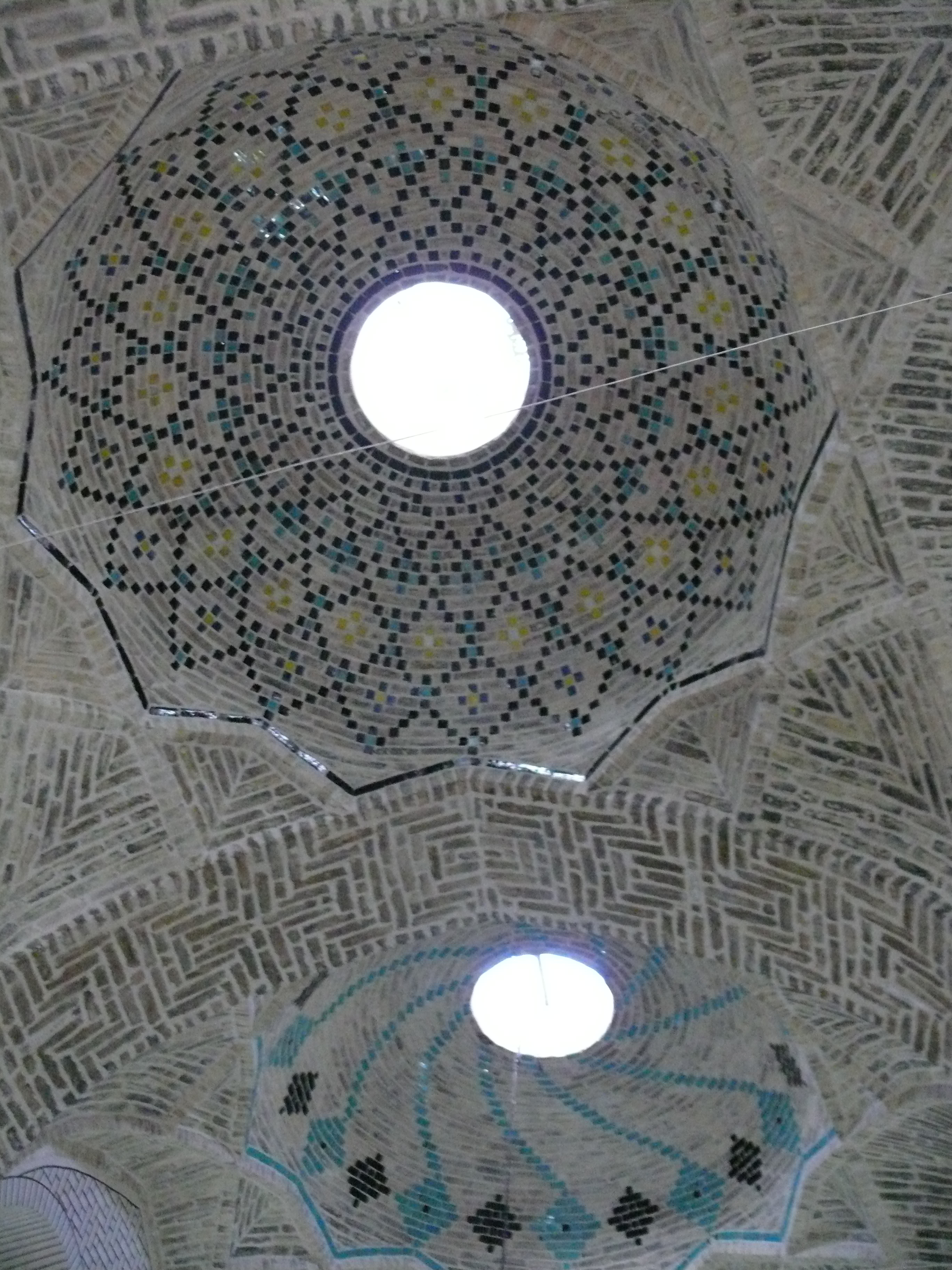
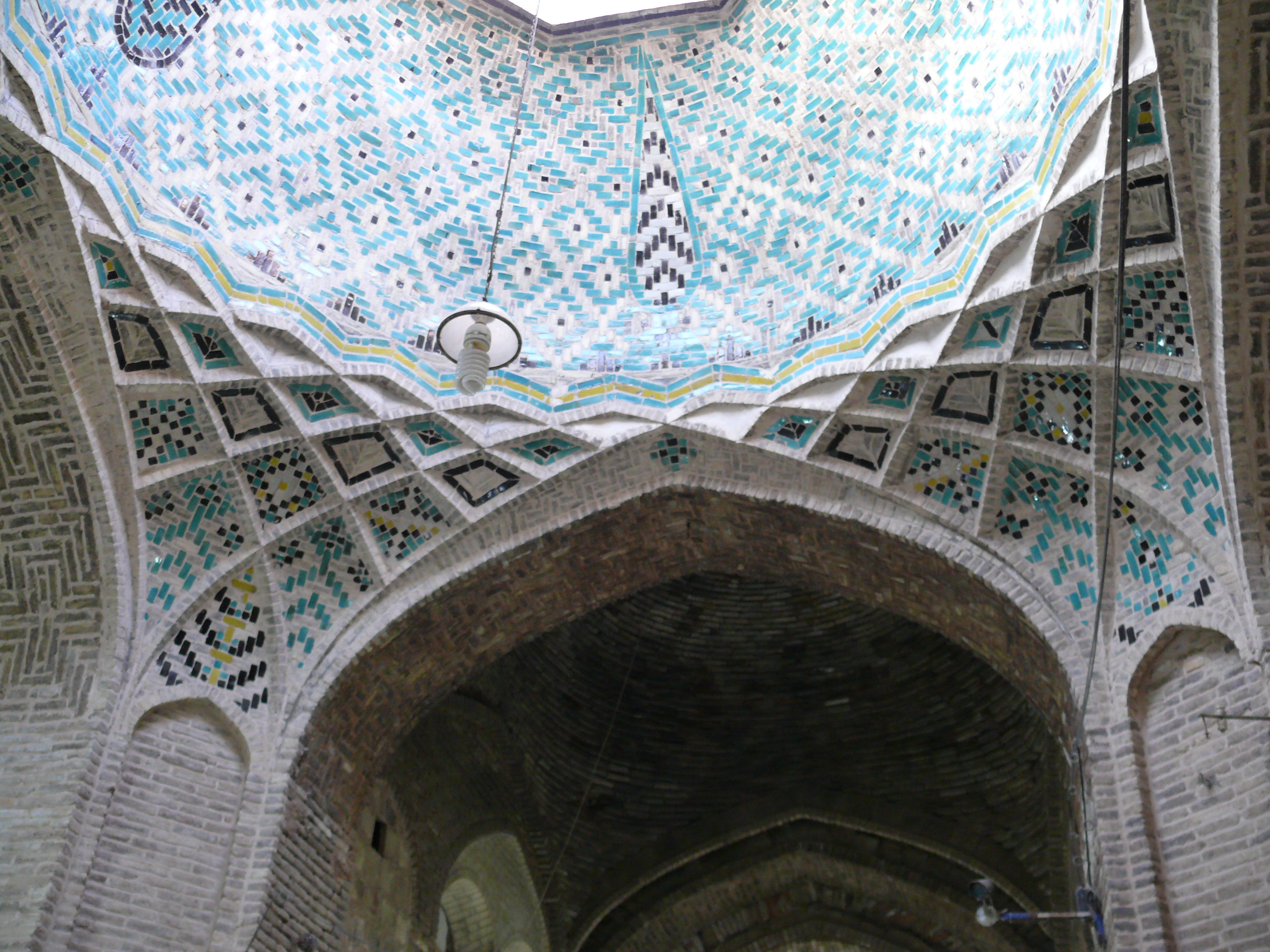
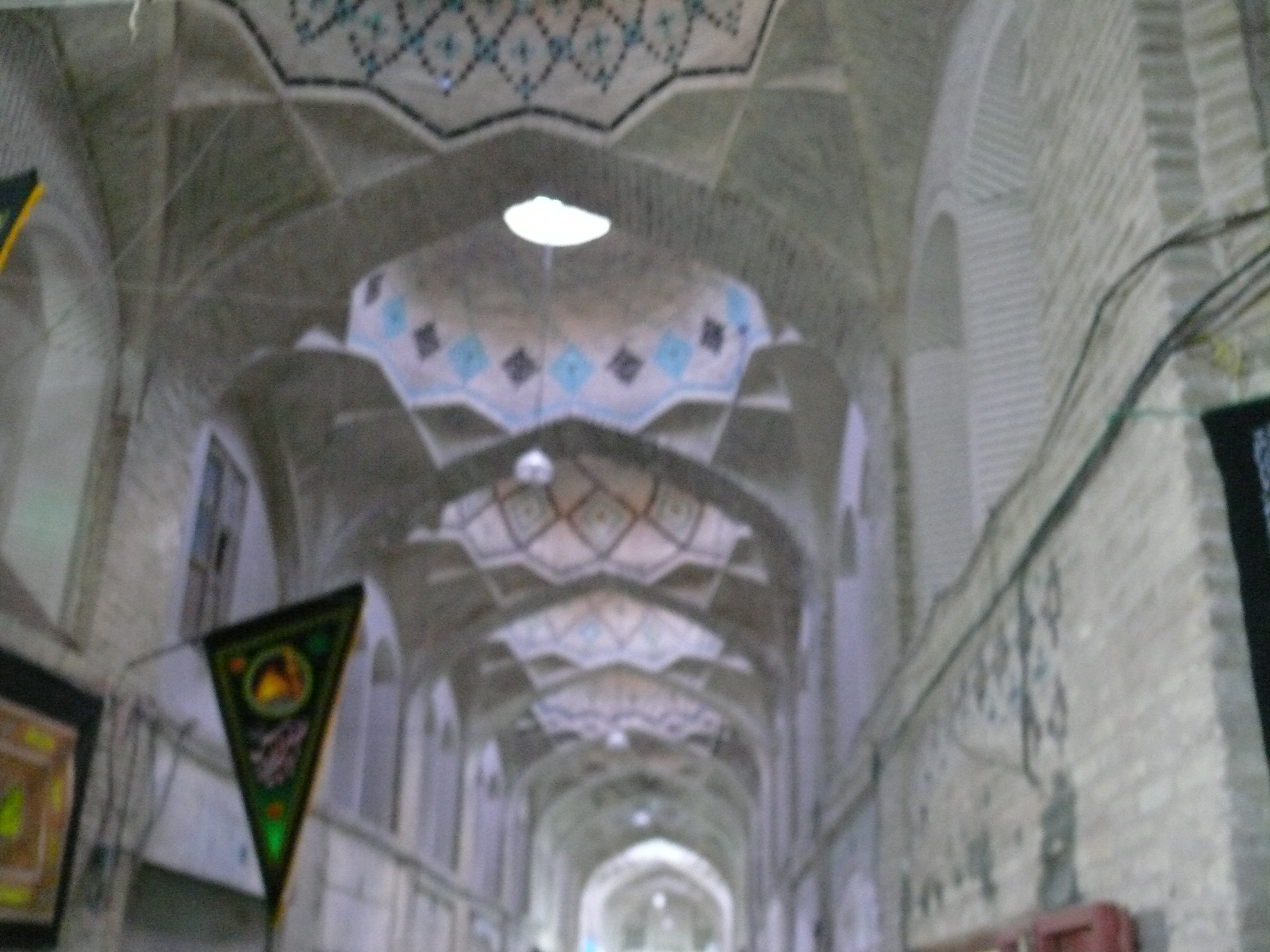
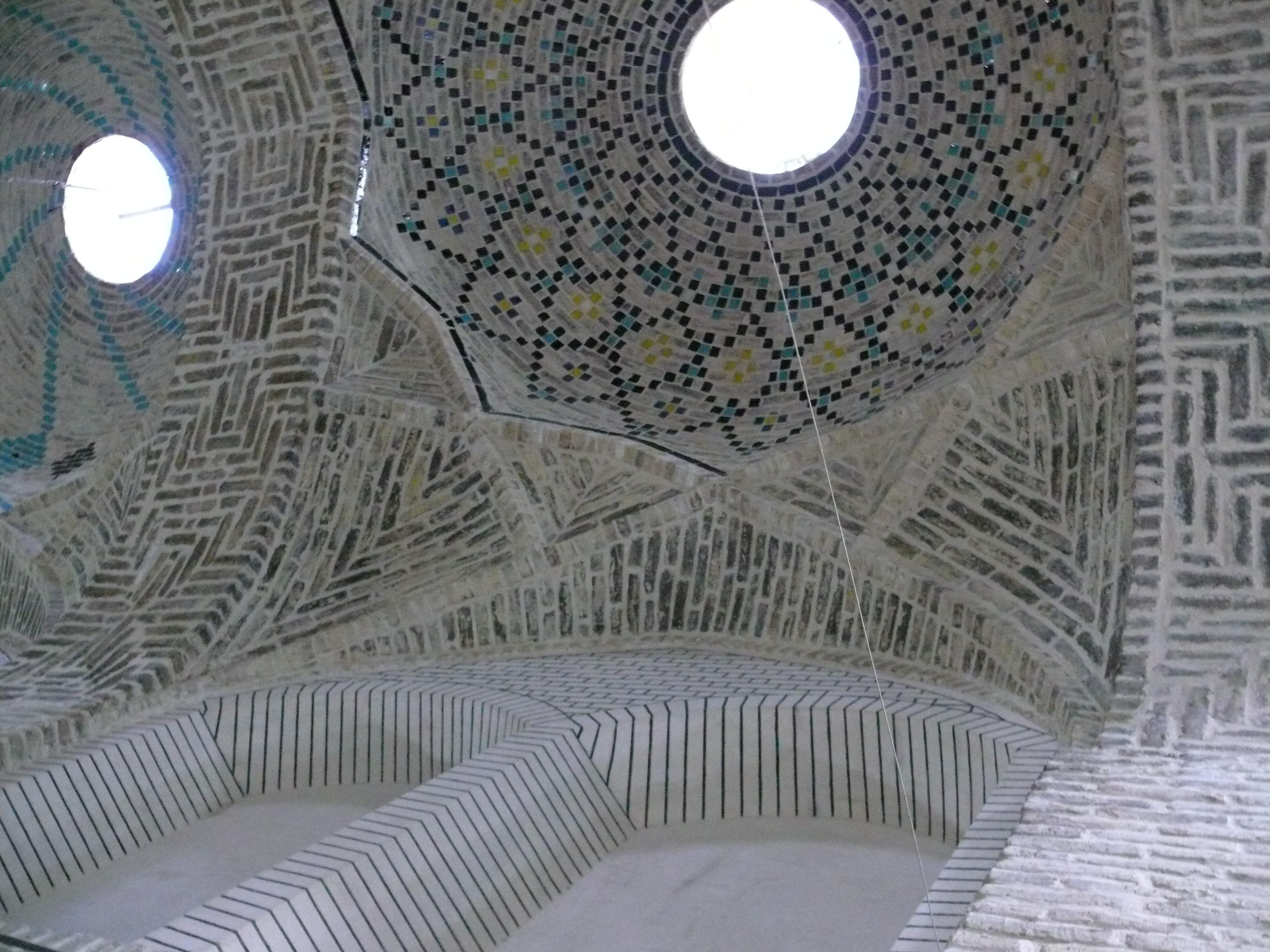
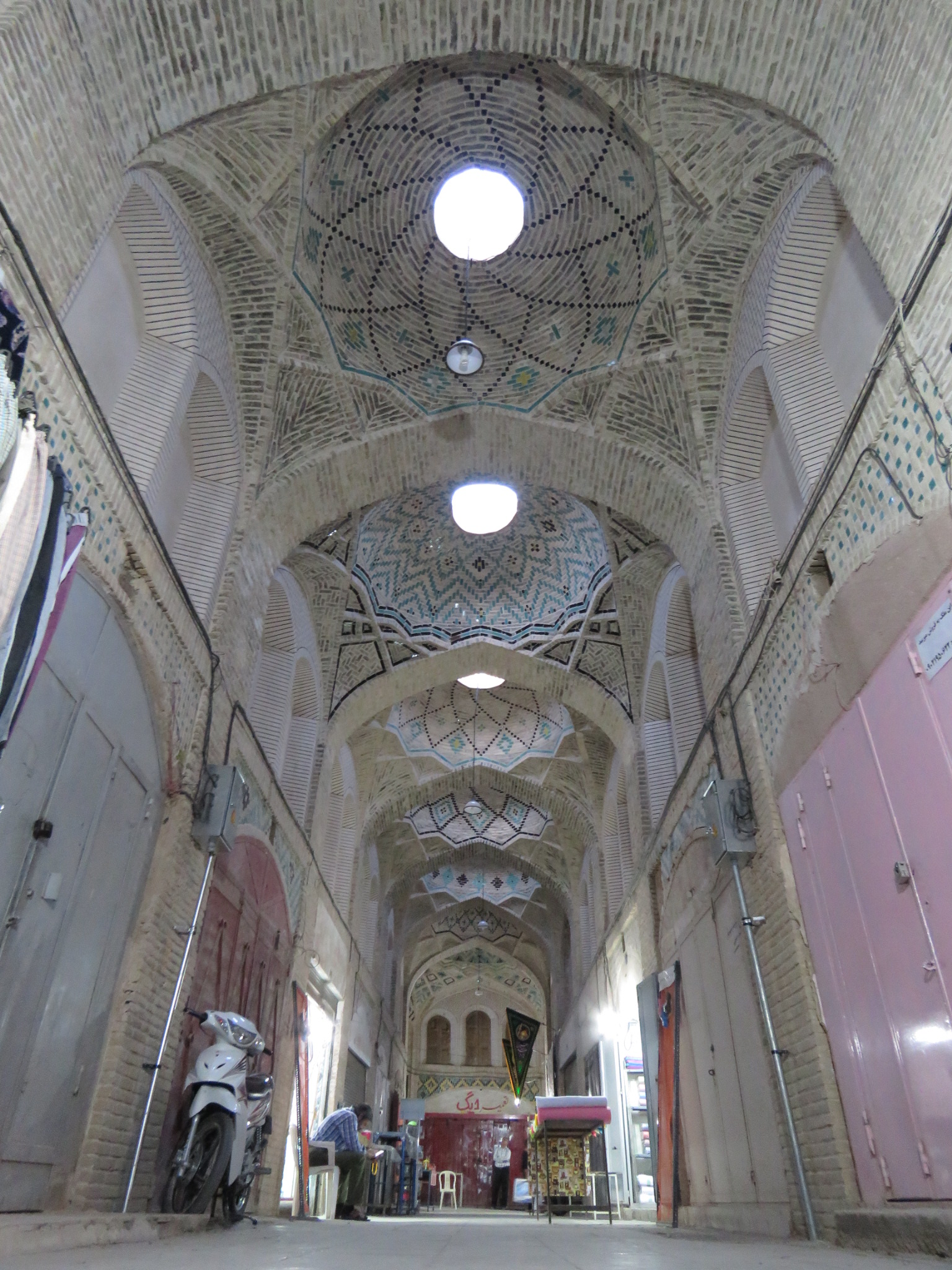
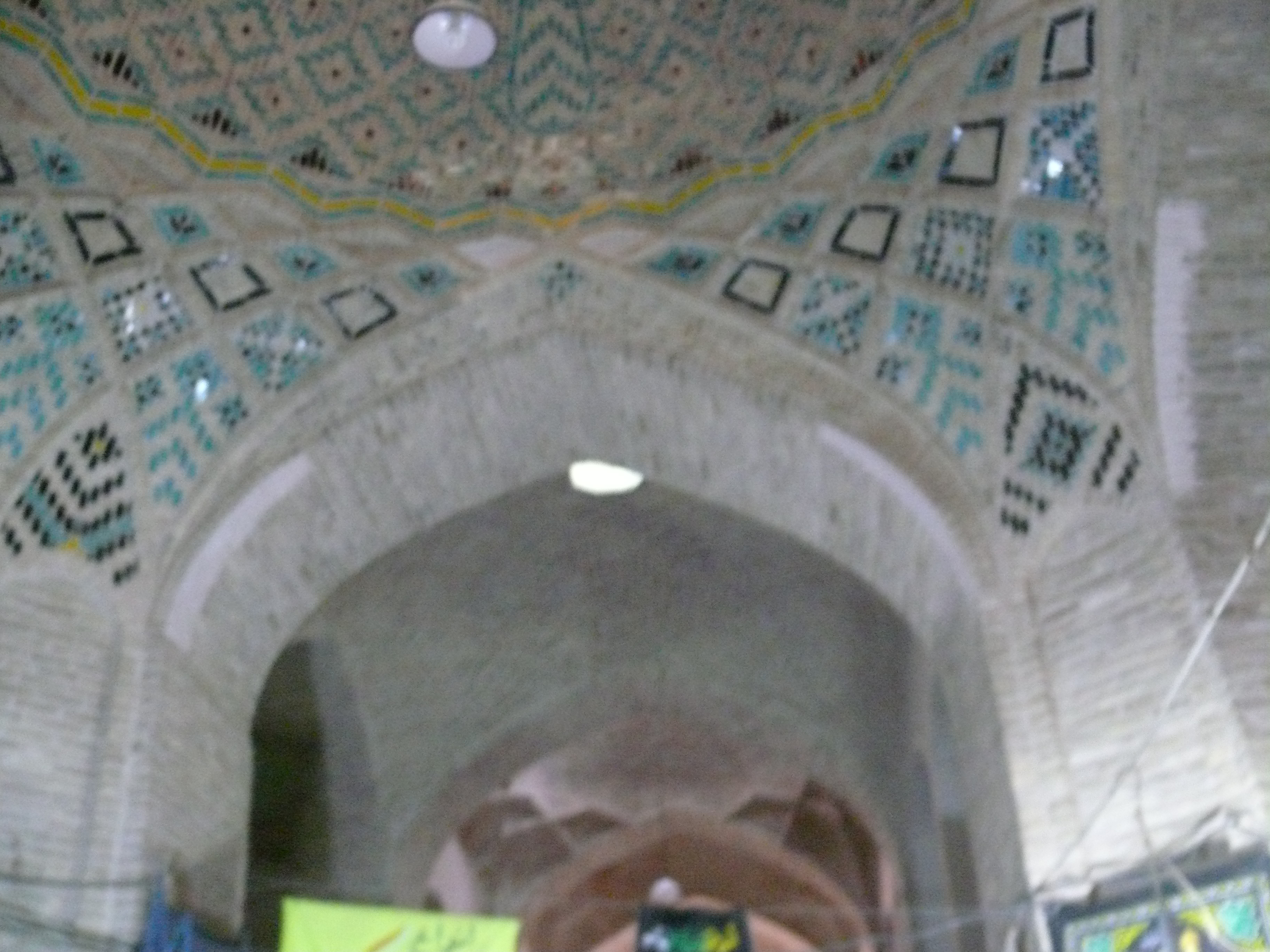